# Grauhörnchen
Das Grauhörnchen (Sciurus carolinensis) ist eine ursprünglich nordamerikanische Nagetier-Art aus der Familie der Hörnchen (Sciuridae) und der Gattung der Eichhörnchen (Sciurus). Es ist im östlichen Nordamerika beheimatet, wo es stark zum ausgewogenen Wachstum des Waldes beiträgt. Im Westen der Vereinigten Staaten lebt das Westliche Grauhörnchen; zur Abgrenzung von diesem wird die hier beschriebene Art auch als Östliches Grauhörnchen bezeichnet. In Europa wurde es auf den Britischen Inseln und in Norditalien eingebürgert.

## Merkmale
Das Grauhörnchen ähnelt dem Eurasischen Eichhörnchen, hat aber ein graues Fell. Die Tönung kann zwischen einem hellen Silbergrau und einem sehr dunklen Schwarzgrau variieren. Eine bräunliche Färbung kommt vor, ist aber selten. Weiterhin gibt es auch Tiere mit weißem oder schwarzem Fell. Mit einer Kopf-Rumpf-Länge von 30 Zentimetern, einer Schwanzlänge von 20 Zentimetern und einem Gewicht von 400 bis 710 Gramm ist das Grauhörnchen etwas größer als das Eurasische Eichhörnchen. Es ist im Winter leicht dadurch zu unterscheiden, dass es keine für Eichhörnchen typische Haarbüschel an den Ohren („Pinsel“) aufweist. Ein weiteres Erkennungsmerkmal sind die weißen Schwanzränder, die beim Eichhörnchen nicht vorkommen.
Die Bauchseite weist weißes Fell auf. Der Schwanz ist buschig. Hinsichtlich Fellfarbe und Körpergröße gibt es keine Unterschiede zwischen Männchen und Weibchen.

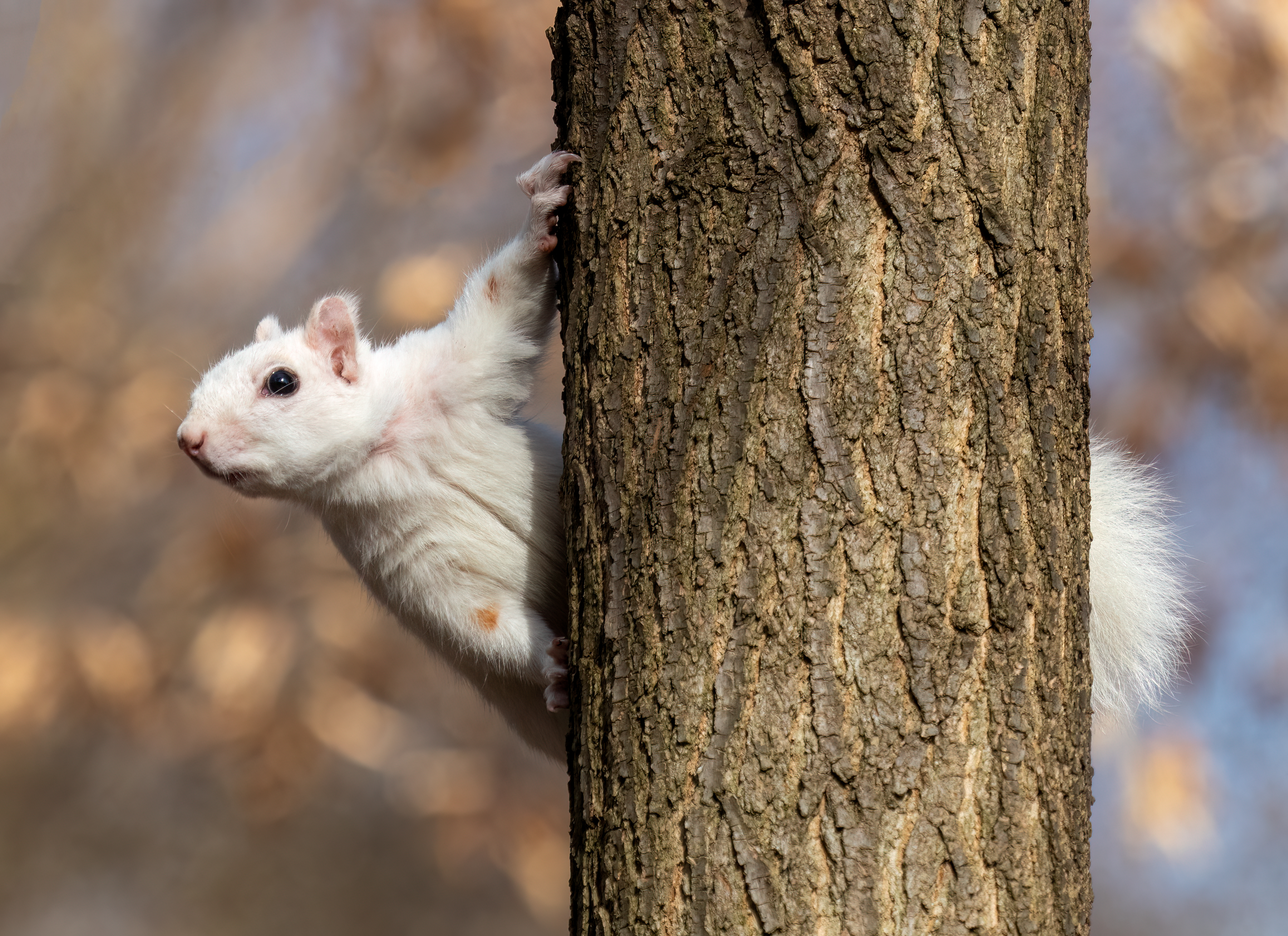
Dieses weiße Grauhörnchen ist kein Albino; durch Leuzismus wird eine genetische Variante mit heller Fellfarbe erzeugt.

## Lebensweise
Seine eigentliche Heimat hat das Grauhörnchen im Wald, wo es im Unterholz Unterschlupf vor Feinden findet. Es ist vielerorts auch in Parks und Gärten anzutreffen. Sein Nest (auch Kobel genannt) baut es entweder in den Zweigen von Bäumen oder in hohlen Baumstämmen; es wird mit weichem Material wie etwa Moos, trockenem Gras und Federn ausgelegt.
Grauhörnchen sind Allesfresser. Sie ernähren sich hauptsächlich von Samen und Knospen aller Art, besonders denen der Fichten, Buchen, Lärchen und Birken, sowie von Baumrinde und Pilzen, wenn in den Wintermonaten keine anderen Nahrungsquellen zur Verfügung stehen. Daneben fressen sie bisweilen Insekten, Frösche, Jungvögel und Vogeleier sowie Knochen; auch Kannibalismus kommt vor. Sie legen Winterverstecke mit Nahrungsmitteln an, die sie später anhand ihres Geruchssinns und ihres Gedächtnisses wieder auffinden.

## Fortpflanzung und Jungenaufzucht
Die Geschlechtsreife des Grauhörnchens beginnt mit einem Jahr. Die Fortpflanzung ist der des Europäischen Eichhörnchens sehr ähnlich. Es kommt zu zwei, bei günstigen Bedingungen zu drei Würfen in einem Jahr, da es keine engen Paarungszeiten gibt. Jedoch sind Junge zwischen September und Dezember sehr ungewöhnlich. Die Paare bleiben nicht lebenslang zusammen. Die Männchen haben keinen Anteil an der Jungenaufzucht; sie verlassen das Weibchen nach der Paarung, während dieses sich dann um den Nestbau kümmert. Die Tragzeit der Weibchen schwankt zwischen 42 und 45 Tagen; es kommen bis zu sieben Junge pro Wurf zur Welt. Die Jungen sind nach der Geburt nackt und blind und müssen in den ersten Wochen alle drei bis vier Stunden gesäugt werden. Im Alter von etwa sieben Wochen verlassen sie zum ersten Mal das Nest, um spielerisch die Fähigkeiten zu erlernen, die sie als Erwachsene brauchen werden. Nach und nach gewöhnen sich die Jungtiere an feste Nahrung und werden schließlich im Alter von etwa zehn Wochen entwöhnt, bis sie etwa einen Monat später das mütterliche Nest endgültig verlassen.

## Verbreitung

Das Verbreitungsgebiet des Grauhörnchens in Nordamerika

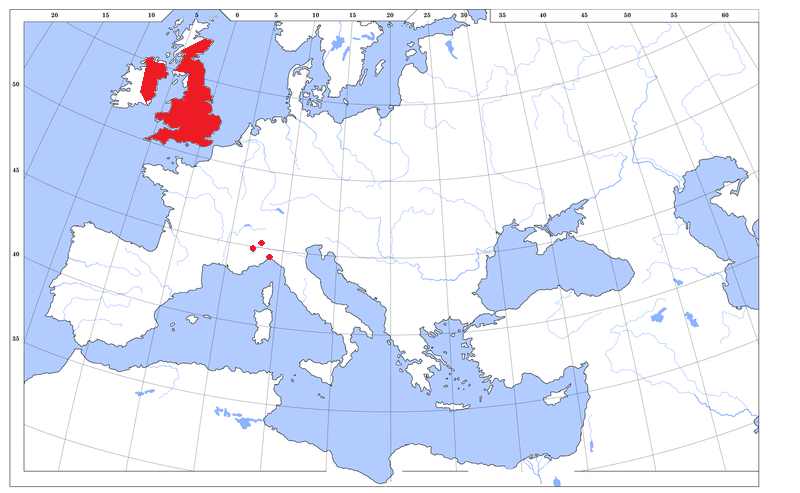
Das Verbreitungsgebiet des Grauhörnchens in Europa (2006)

Das native Verbreitungsgebiet umfasst den mittleren Westen und den Osten der Vereinigten Staaten sowie den Südosten Kanadas. Damit überlappt sich das Verbreitungsgebiet im Wesentlichen mit dem des Fuchshörnchens, mit dem das Grauhörnchen manchmal verwechselt wird. Bei Neuansiedlungen sind Grauhörnchen anpassungsfähig und erfolgreich; letzteres wohl aufgrund fehlender Fressfeinde und Parasiten. Es wurde in diversen westlichen Regionen Nordamerikas eingeführt und hat dort größere Populationen aufgebaut. Wo es auftaucht, sinken die Populationen des Rothörnchens. Außerhalb Nordamerikas wurde das Grauhörnchen auch in Großbritannien und Irland sowie Italien, Südafrika und Australien eingeführt. In Australien wurde es bis 1973 ausgerottet und kommt dort nicht mehr vor. In Großbritannien und Irland nimmt die Zahl der Eurasischen Eichhörnchen durch die Konkurrenz des Grauhörnchens stark ab. Die Art zählt zu den 100 gefährlichsten Neobiota weltweit.

### Das Grauhörnchen in Europa
Das Grauhörnchen ist 2016 in die „Liste der unerwünschten Spezies“ für die Europäische Union aufgenommen worden. In England und Italien lehnen einige Tierschützer die Tötung der Tiere ab.

#### Die Einbürgerung in England

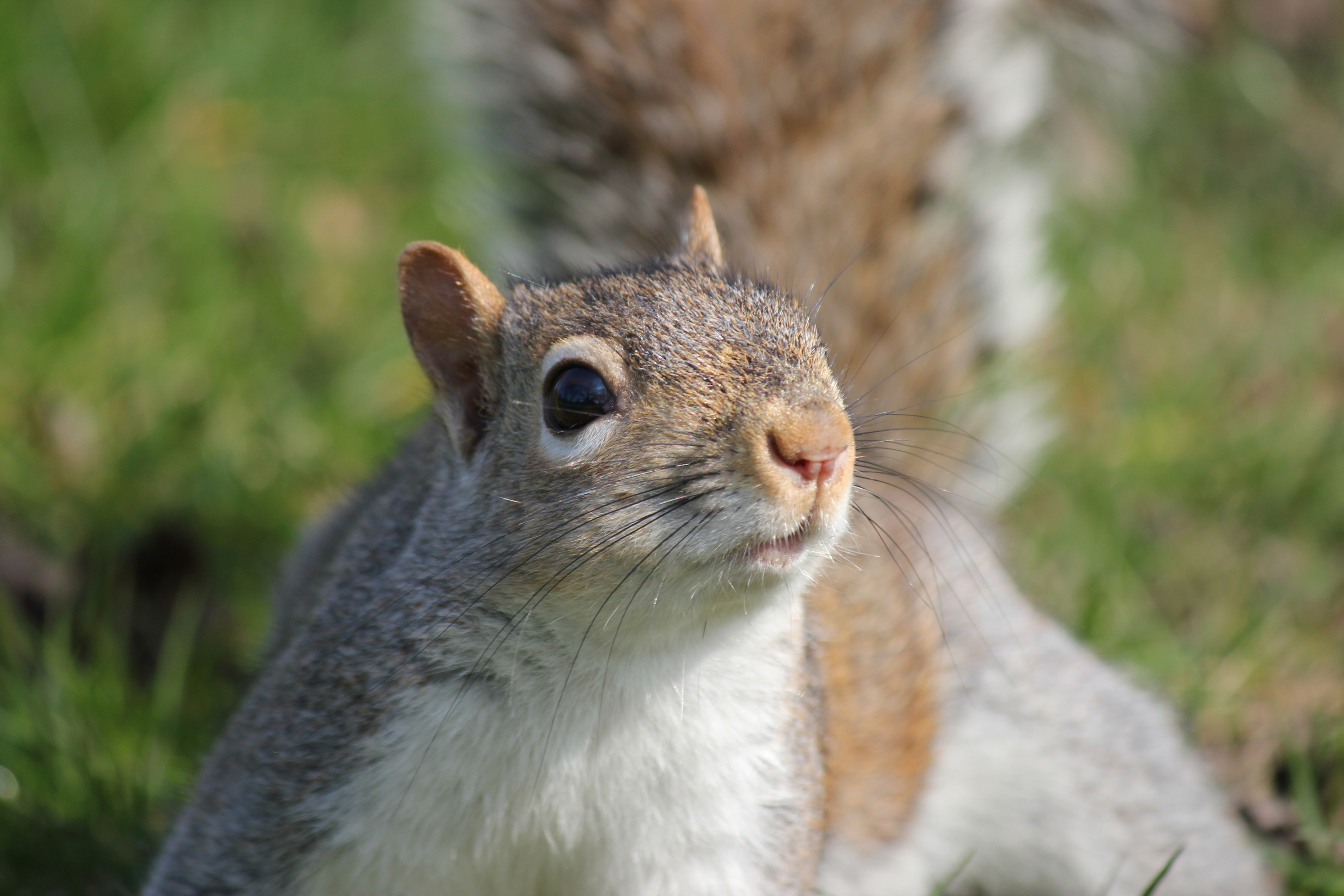
Grauhörnchen im Hyde Park in London

Im 19. Jahrhundert gewannen Grauhörnchen die Aufmerksamkeit von britischen Reisenden und Geschäftsleuten in den USA. Einige sahen in ihnen eine Bereicherung für die Fauna Großbritanniens. Die erste erfolgreiche Einführung der Grauhörnchen geschah durch eine Aussetzung von vier Tieren durch einen Geschäftsmann im Henbury Park bei Macclesfield. Die neuen Eichhörnchen fanden schnell Beliebtheit, wodurch es zu weiteren Aussetzungen kam. Francis Russell, der 9. Herzog von Bedford und Agrarwissenschaftler, setzte 1890 zehn Grauhörnchen bei Woburn Abbey in Bedfordshire aus. Dort etablierten die Grauhörnchen erfolgreich eine stabile Population. Von dieser wurden Hörnchen entnommen und andernorts ausgesetzt.
Der Bestand in England expandierte und besteht heute aus mehreren Millionen Exemplaren. Grauhörnchen sind sozialer als Eurasische Eichhörnchen und lassen sich von diesen nicht vertreiben. Eurasische Eichhörnchen sind jedoch Einzelgänger und ziehen sich zurück, wenn andere Eichhörnchen in der Nähe sind. Dadurch wurde der Bestand Eurasischer Eichhörnchen in England immer geringer. Teilweise wurden Bekämpfungsmaßnahmen gegen Grauhörnchen durchgeführt, um den Bestand der Eurasischen Eichhörnchen wieder zu erhöhen, aber auch aufgrund der Schäden, die Grauhörnchen in Eichen- und Buchenwäldern anrichten, indem sie die Rinde von jungen Bäumen schälen. Auch der Rückgang von Singvogelpopulationen durch Nahrungskonkurrenz wird den Grauhörnchen zugeschrieben. In den 1960er-Jahren schien die Anzahl der Grauhörnchen nicht mehr weiter zuzunehmen und eine Koexistenz mit der britischen Unterart des europäischen Eichhörnchens durch Nischenbildung erschien möglich. Die größeren und kräftigeren Grauhörnchen besiedeln die Laubwälder der Niederungsgebiete, während es in den Bergen mit kühlerem Klima und vorwiegend Nadelwäldern mehr rote Eichhörnchen gibt. Syntop können die beiden ökologisch sehr ähnlichen Arten auf Dauer möglicherweise nicht nebeneinander existieren, so dass ein Habitat letztlich nur von einer der Arten besiedelt wird.
Einer irischen Studie zufolge kann eine ausreichende Population von Baummardern die Verdrängung der Europäischen Eichhörnchen durch das Grauhörnchen verhindern. In Großbritannien war der Baummarder seit über hundert Jahren überwiegend nur im Nordwesten von Schottland anzutreffen. 2007 wurde eine kleine Population in Wales bestätigt. Seitdem gibt es Hinweise, dass sich der Baummarder in einigen Gebieten Englands wieder ansiedelt. Mit der Zunahme der Population sinken in der Regel die Bestände der Grauhörnchen. Wissenschaftler vermuten, dass Europäische Eichhörnchen dem Baummarder seltener zum Opfer fallen, da sie sich evolutionär an die Gefährdung angepasst haben. Sie sind flinker als die Grauhörnchen und halten sich zur Nahrungsaufnahme seltener auf dem Boden auf.
Der rasche Rückgang der Europäischen Eichhörnchen und die gleichzeitige Zunahme der Grauhörnchen in gemeinsamen Vorkommensgebieten – insbesondere in Großbritannien – soll auch auf einen Parapoxvirus (Parapoxvirus der Hörnchen) zurückzuführen sein. Die sogenannten „Eichhörnchen-Pocken“ lösen eine hohe Sterblichkeit unter den roten Eichhörnchen aus, während die Grauhörnchen gegen den von ihnen eingeschleppten Erreger immun sind. Die Übertragung der Viren geschieht vermutlich vor allem durch die nacheinander erfolgende Nutzung desselben Nestes. Da es weder Impf- noch Heilmittel gegen die Krankheit gibt, unterstützen diese Erkenntnisse die Forderung nach speziellen „Eichhörnchen-Reservaten“, die von Grauhörnchen freigehalten werden.
Neben dem Marder fehlt in Großbritannien mit dem Habicht ein weiterer Grauhörnchen-Feind. Habichte wurden in Großbritannien ausgerottet und 1965 wieder eingeführt. Habichte hätten die Verbreitung des Grauhörnchen vermutlich eingeschränkt und sich auch kranke, am Parapoxvirus leidende Eichhörnchen geschnappt und so die Virenverbreitung eingeschränkt. So fand das Grauhörnchen optimale Bedingungen in Großbritannien vor.
Inzwischen versucht man, das Tier als Nahrungsmittel populär zu machen, dies allein wird aber seine Anzahl kaum einschränken.

#### Die Einbürgerung in Italien
Die erste Aussetzung von Grauhörnchen in Italien erfolgte 1948. Vier Grauhörnchen aus Washington DC wurden am Schloss Stupinigi in die Freiheit entlassen. 1966 wurden fünf Hörnchen aus Norfolk (Virginia, USA) in einem Park in Nervi (Genua) ausgesetzt. Eine weitere Aussetzung erfolgte 1994 in Trecate durch die Gemeinde, wo drei Paare der Grauhörnchen in einem städtischen Park ausgesetzt wurden. Diese wurden jedoch zwei Jahre später wieder eingefangen, aufgrund von Maßnahmen, die Grauhörnchen in Italien auszurotten. In der Regel wurden die Tiere von Landbesitzern ausgesetzt, die die Grauhörnchen bei Aufenthalten in den USA liebgewannen.

### Die Einbürgerung in Südafrika
Um 1900 führte Cecil John Rhodes die Grauhörnchen aus Nordamerika auf seinem Anwesen in Kapstadt in Südafrika ein.

## Systematik
Das Grauhörnchen wird als eigenständige Art innerhalb der Gattung der Eichhörnchen (Sciurus) eingeordnet, die aus fast 30 Arten besteht. Die wissenschaftliche Erstbeschreibung stammt von Carl von Linné aus dem Jahr 1758 in seiner 10. Auflage der Systema naturae. Als Typlokalität wird die ehemalige Kolonie Carolina in Nordamerika angegeben.
Innerhalb der Art werden mit der Nominatform fünf Unterarten unterschieden:
- Sciurus carolinensis carolinensis: Nominatform
- Sciurus carolinensis extimus
- Sciurus carolinensis fuliginosus
- Sciurus carolinensis hypophaeus
- Sciurus carolinensis pennsylvanicus

## Sonstiges

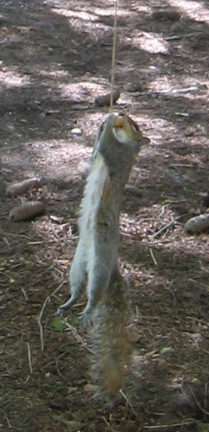
Hörnchenangeln (Squirrel fishing)

Grauhörnchen sind weniger scheu als europäische Eichhörnchen. Beim Hörnchenangeln werden die Tiere mit einer Erdnuss oder einem anderen Köder an einer längeren Schnur angelockt. Manche Tiere lassen sich an der Schnur heranziehen und anheben, bis sie über dem Boden schweben. Das Hörnchenangeln begann an einer amerikanischen Campusuniversität, vermutlich Harvard.
In Großbritannien wurde 2006 die Kampagne Save Our Squirrels ins Leben gerufen, die das Europäische Eichhörnchen vor dem Grauhörnchen schützen will, indem zum Verzehr von letzterem aufgerufen wird. Diese werden nun auch in Restaurants angeboten und von Fernsehköchen zubereitet. Die US-Umweltschutzbehörde gab 2008 das Grauhörnchen in New Jersey zum Verzehr frei.
In Deutschland dürfen Grauhörnchen von Privatpersonen weder gezüchtet noch angeboten, abgegeben oder zur Abgabe vorrätig gehalten werden. Auch in der Schweiz ist die Einfuhr und Haltung von Grauhörnchen verboten.
Das Grauhörnchen Tommy Tucker wurde in den 1940er Jahren in den Vereinigten Staaten berühmt, weil es in eigens angefertigten Frauenkleidern auftrat.
Bei einer erstmaligen Zählung im Oktober 2018 wurden im Central Park im Zentrum Manhattans in New York City 2373 Grauhörnchen erfasst.
Das Grauhörnchen ist zusammen mit dem Eurasischen Eichhörnchen Namensgeber des Asteroiden (7334) Sciurus, da diese Tiere in der Umgebung vieler Observatorien vorkommen.